# Bloodscream
Bloodscream est un super-vilain créé par Marvel Comics en 1989, apparu pour la première fois dans Wolverine (vol. 2) no 4.

## Origine
Bloodscream, aussi appelé Bloodsport, était un chirurgien en poste sur le navire du corsaire Francis Drake, au XVIe siècle. On pense qu'il est d'origine espagnole. Blessé à mort lors d'un combat, il fut transformé en une créature vampire par un sorcier. Pour redevenir un homme, il devait concocter un élixir contenant divers ingrédients, dont le sang d'un homme qui ne vieillissait pas. Il devint alors soldat, cherchant d'éventuels immortels sur les champs de bataille.
En 1944, lors du Débarquement, il rencontra le soldat canadien surnommé Logan. Quelques décennies plus tard, travaillant alors à Madripoor avec Roughouse pour le compte du Général Coy, il fut opposé à Tyger Tiger et son ami Wolverine.
Il chercha plusieurs fois à le tuer, en vain. Lors d'un combat au Canada, il trahit son alliée Cylla, buvant son sang pour être assez fort pour vaincre Wolverine. Mais cela ne fut pas suffisant, et Wolverine le laissa pour mort, après l'avoir transpercé avec le sabre du clan Yashida.
Toutefois, Bloodscream survécut et s'allia plus tard à Belasco.
Lors d'un combat contre les X-Men, il fut aspiré dans une autre dimension, puis refit surface en Amérique du Sud, où Roughouse et lui affrontèrent Spider-Man et Wolverine.
Dernièrement, il fut contrôlé tout comme Vermine par le sorcier Mauvais. On l'a revu récemment à la vente aux enchères secrète du symbiote Venom.

### Dark Reign
Récemment, Bloodscream a retrouvé Roughouse et le duo a attaqué l'équipe secrète de l'Initiative à Madripoor.

## Pouvoirs
- Bloodscream n'est pas un véritable vampire (il ne possède aucune de leurs faiblesses). Il peut absorber la force vitale d'autrui par simple contact, mais aussi en buvant du sang frais. Ses proies se flétrissent alors comme des momies. Ceux qui survivent à son contact ont la peau brûlée là où sa main les a touchés. Ceux qui meurent peuvent devenir des zombies sous son contrôle.
- Avec son odorat surhumain, il peut traquer ses proies. Il semble aussi posséder une sorte de pouvoir de détection des choses mystiques.
- Ses ongles deviennent de longues griffes et sa mâchoire s'allonge et se couvre de crocs acérés quand il ne peut surmonter sa faim.
- La force physique de Bloodscream s'accroît quand il vole la vie de ses victimes.
- Bloodscream semble invulnérable aux armes conventionnelles. Il a déjà été victime d'une décapitation et a survécu à la perte de sang. Mais il est toutefois très sensible et peut être tué par des armes forgées par des non-humains.
- Bloodscream est un bon combattant. Il se sert souvent de deux sabres.